# Гаопинси
Гаопинси (кит. 高屏溪), также Даньшуйцу (Сяданьшуйци, кит. 舊名下淡水溪) — река в южной части острова Тайвань, одна из крупнейших на острове. Впадает в Тайваньский пролив. В нижнем течении судоходна.